# Fluxinella
Fluxinella är ett släkte av snäckor. Fluxinella ingår i familjen Seguenziidae.
Kladogram enligt Catalogue of Life:
| Fluxinella | \| \| Fluxinella lenticulosa \| \| \| \| \| \| Fluxinella lepida \| \| \| \| |
|            | \| \| Fluxinella lenticulosa \| \| \| \| \| \| Fluxinella lepida \| \| \| \| |
|            | Ancistrobasis                                                                |
|            |                                                                              |
|            | Asthelys                                                                     |
|            |                                                                              |
|            | Basilissa                                                                    |
|            |                                                                              |
|            | Basilissopsis                                                                |
|            |                                                                              |
|            | Calliobasis                                                                  |
|            |                                                                              |
|            | Carenzia                                                                     |
|            |                                                                              |
|            | Hadroconus                                                                   |
|            |                                                                              |
|            | Quinnia                                                                      |
|            |                                                                              |
|            | Seguenzia                                                                    |
|            |                                                                              |
|            | Seguenziopsis                                                                |
|            |                                                                              |
|            | Sericogyra                                                                   |
|            |                                                                              |
|            | Thelyssina                                                                   |
|            |                                                                              |
|            | Fluxinella lenticulosa                                                       |
|            |                                                                              |
|            | Fluxinella lepida                                                            |
|            |                                                                              |

|  | Fluxinella lenticulosa |
|  |                        |
|  | Fluxinella lepida      |
|  |                        |